# Blue Murder

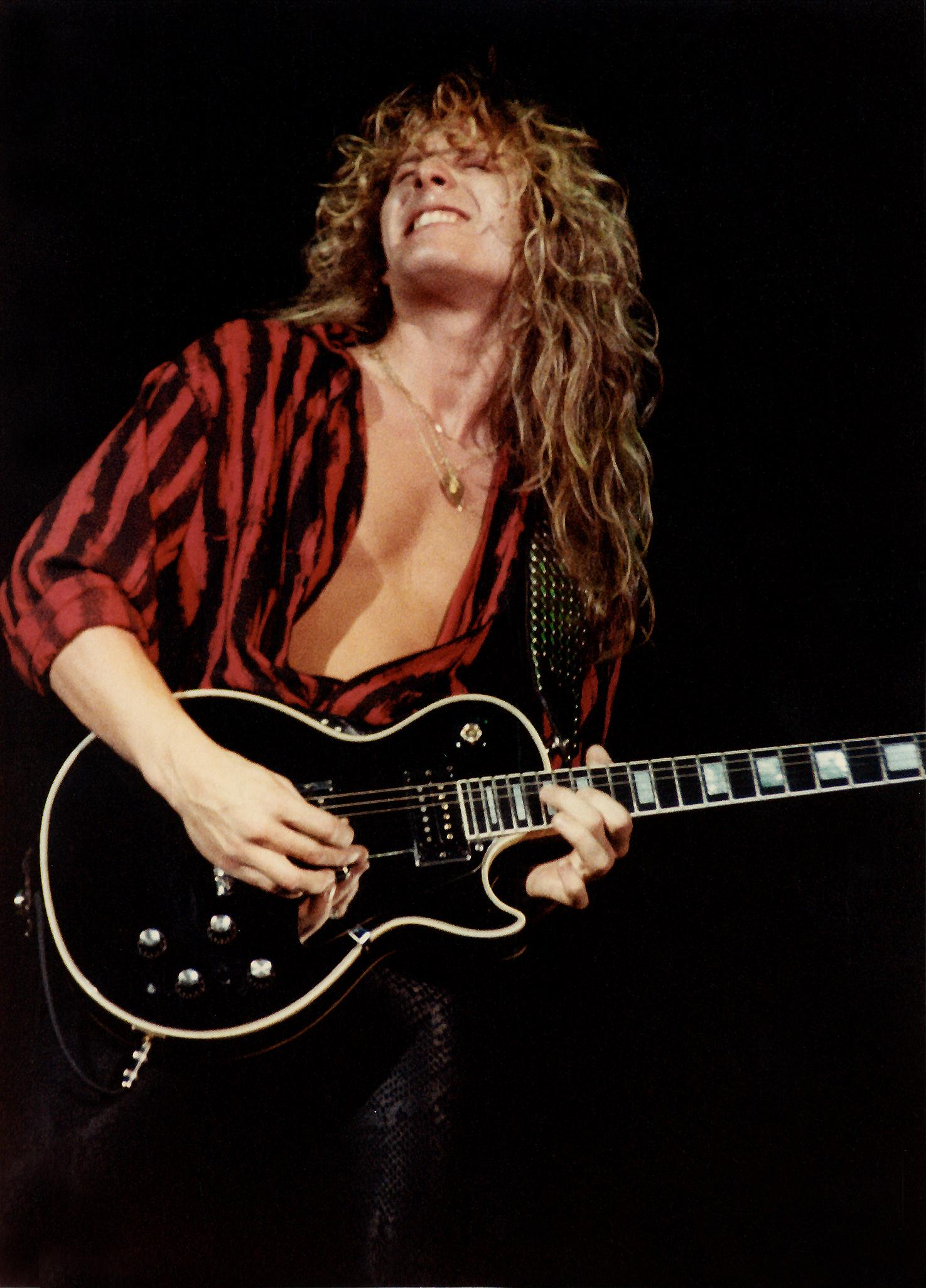
John Syles em 1984

Blue Murder foi uma banda de hard rock inglesa, fundada por John Sykes, ex-guitarrista do Whitesnake, Thin Lizzy e Tygers Of Pan Tang.

## Contexto
Ao comparar as demos originais com Sykes nos vocais com as demos de Ray Gillen também nós vocais, o executivo da A&R John Kalodner incentivou a Sykes para seguir como vocalista da banda, embora Tony Martin (que substituiu Gillen no Black Sabbath) teve uma breve passagem pela banda.

## Integrantes
- John Sykes - vocais, guitarras (1988–1994)
- Cozy Powell - bateria, percussão (1988)
- Ray Gillen - vocais (1988)
- Tony Martin - vocais (1988)
- Carmine Appice - bateria, percussão, backing vocals (1988–1992)

## Discografia
- Blue Murder (1989)
- Nothin' but Trouble (1993)
- Screaming Blue Murder: Dedicated to Phil Lynott (1994)